# Royal Commonwealth Pool
La Royal Commonwealth Pool est une piscine olympique d'Édimbourg, au Royaume-Uni.
Elle accueille les épreuves de natation synchronisée et de plongeon des championnats d'Europe de natation 2018.